# Ureña (miasto)
Ureña – miasto w Wenezueli, w stanie Táchira, siedziba gminy Pedro María Ureña.
Według danych szacunkowych na rok 2015 liczy 52 600 mieszkańców.